# Тонконог сизый
Тонконо́г си́зый (лат. Koelēria glāuca) — многолетнее травянистое растение, вид рода Тонконог (Koeleria) семейства Злаки (Poaceae).

## Ареал и среда обитания
Бореальный евро-сибирский реликтовый вид. Произрастает в Скандинавии, в Западной Европе, Казахстане, России — на юге Западной и Восточной Сибири и в европейской части до юга.
Как правило, растёт в разреженных сосновых лесах, на слабозадернованных песках, по обочинам дорог, песчаным берегам озёр и рек.

## Ботаническое описание

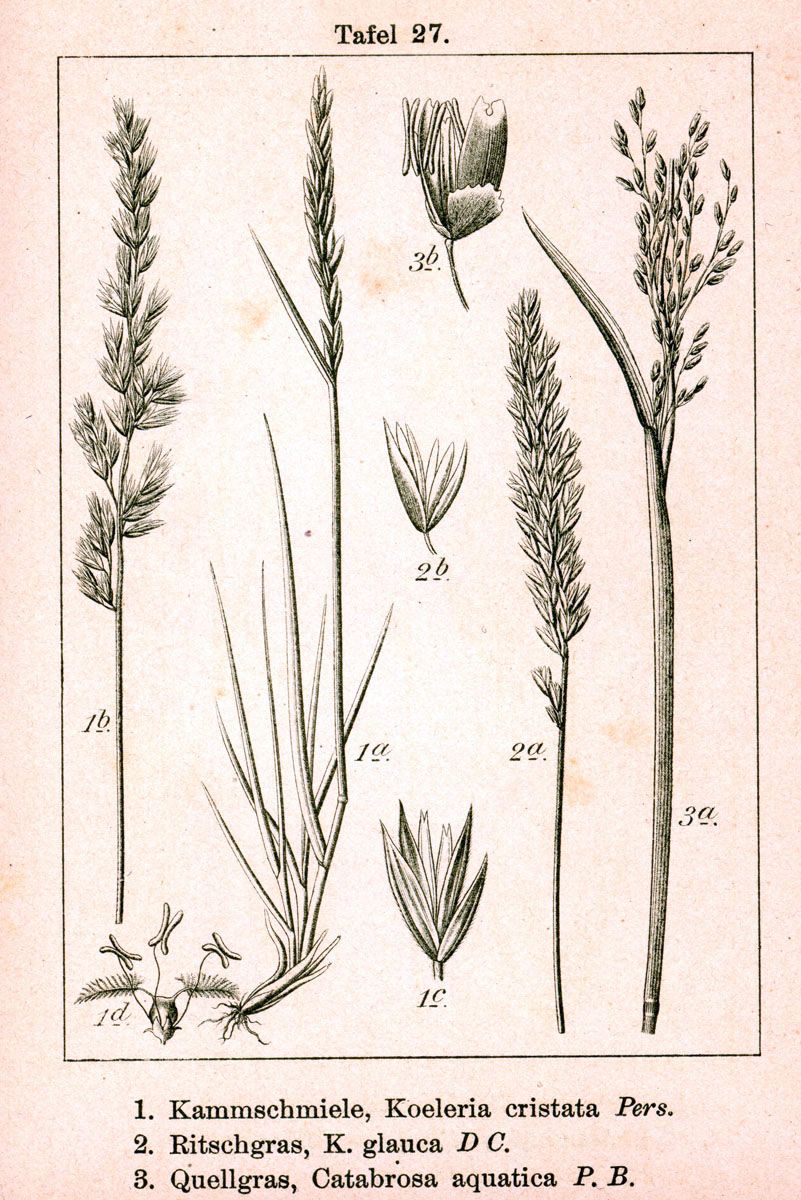
. Тонконог сизый — под номером 2.

Многолетнее растение, короткокорневищное, плотнокустовое, серовато-зелёное, высотой до 50 см. Основание стебля луковицеобразно утолщённое благодаря большому числу влагалищ отмерших листьев.
Стебель и влагалища листьев опушены короткими волосками. Корни имеют чехлики.
Соцветие — плотная цилиндрическая метёлка. Колоски двух-трёхцветковые на коротких опушённых веточках. Колосковые и цветковые чешуи опушены короткими волосками, между жилками редко, по жилкам гуще. Колосковые чешуи туповатые, нижняя почти вдвое уже верхней.
Плод — зерновка. Цветение в июне, плодоношение в июле.

## Охрана
Внесен в Красные книги следующих субъектов РФ: Вологодская область, Республика Карелия, Кировская область, Тверская область, Тульская область, Удмуртская республика.

## Синонимы
- Aira glauca Spreng.
- Airochloa glauca (DC.) Link
- Dactylis glauca (Spreng.) Roth
- Koeleria albescens var. maritima (Lange) Domin
- Koeleria arenaria (Dumort.) Ujhelyi
- Koeleria arenaria (Dumort.) B.D. Jacks.
- Koeleria arenaria (Dumort.) Conert
- Koeleria borysthenica Klokov
- Koeleria cristata subsp. arenaria Dumort.
- Koeleria cristata var. glauca (Spreng.) G.Mey.
- Koeleria eriostachya var. pyrenaica Domin
- Koeleria glauca var. intermedia Fr.
- Koeleria glauca subsp. pohleana (Domin) Tzvelev
- Koeleria glauca var. pohleana Domin
- Koeleria glauca subsp. sabuletorum Domin
- Koeleria glauca var. valdevestita Domin
- Koeleria macrantha subsp. glauca (Schrad.) P.D.Sell
- Koeleria maritima Lange
- Koeleria pohleana (Domin) Gontsch.
- Koeleria pyrenaica (Domin) Ujhelyi
- Koeleria rochelii Schur
- Koeleria sabuletorum (Domin) Klokov
- Koeleria schroeteriana var. pyrenaica Domin
- Poa glauca Schkuhr